# أنطونيو رويز دي مونتويا
أنطونيو رويز دي مونتويا (بالإسبانية: Antonio Ruiz de Montoya) (و. 1585 – 1652 م) هو لغوي، وقسيس، ومبشر، وكاتب من باراغواي، وبيرو، ولد في ليما، توفي في ليما، عن عمر يناهز 67 عاماً.